# Подих
Подих (рус. Дыхание) — третий студийный альбом украинской певицы Джамалы, изданный 12 октября 2015 года на лейбле Enjoy! Records. Запись альбома длилась около года в Киеве. В поддержку альбома были выпущены синглы «Очима», «Шлях додому» и «Подих».

## История создания
12 октября 2015 года в эфире «Радио Аристократы», был презентован четвёртый студийный альбом Джамалы — Подих. Продюсером альбома выступил Евгений Филатов. Слова и музыка песен были написаны самой певицей в соавторстве с Викторией Платовой, Артом Антоняном (песни «Обещание», «Sister's Lullaby»), Романом Череновым, известным как Morphom, и группой «The Erised». Альбом также содержит две композиции на стихи украинской писательницы Лины Костенко и российской поэтессы Марины Цветаевой. Всего в альбоме насчитывается двенадцать основных треков, в том числе и те, которые были представлены в первой половине 2015 года, и бонусный трек с предыдущего альбома. Альбом Подих одержал победу в номинации «Лучший альбом» музыкальной премии «YUNA» 2016 года, а песня «Иные» стала саундтреком к одноимённому телесериалу российского режиссёра Александра Якимчука.

### Синглы
В поддержку альбома были выпущены три сингла. Первый сингл, «Очима», был выпущен в цифровом формате 26 марта 2015 года. Песня «Шлях додому» была выпущена в качестве сингла 18 мая 2015 года. Третий сингл, «Подих», был выпущен 15 июня того же года.

## Реакция критики
Телеканал «24» внес альбом Подих на первую позицию в список «Двенадцать музыкальных работ 2015 года, которые нельзя пропустить». Сайт BritishWave поставил альбому 9 баллов из 10, оценив аранжировку песен, а также назвав голос Джамалы «очень пластичным». Рецензент Алексей Гордеев также отметил: «Джамала настолько владеет своим тембром, что кажется,  она может все в музыке независимо от стиля».

## Список композиций
| №                   | Название                                    | Длительность |
| ------------------- | ------------------------------------------- | ------------ |
| 1.                  | «Подих»                                     | 4:29         |
| 2.                  | «Чому саме тебе»                            | 3:22         |
| 3.                  | «Шлях додому»                               | 4:26         |
| 4.                  | «Більше» (совместно с «Morphom»)            | 3:49         |
| 5.                  | «Иные»                                      | 3:25         |
| 6.                  | «Ночь»                                      | 3:47         |
| 7.                  | «Очима»                                     | 4:33         |
| 8.                  | «Drifting Apart» (совместно с «The Erised») | 3:31         |
| 9.                  | «Hate Love»                                 | 3:46         |
| 10.                 | «Неандертальці»                             | 3:25         |
| 11.                 | «Обещание»                                  | 3:43         |
| 12.                 | «Sister's Lullaby»                          | 4:58         |
| 13.                 | «Заплуталась» (бонус трек)                  | 5:07         |
| Общая длительность: | Общая длительность:                         | 52:21        |

## Награды
| Год  | Награда | Номинированная работа | Категория     | Результат |
| ---- | ------- | --------------------- | ------------- | --------- |
| 2016 | «YUNA»  | Подих                 | Лучший альбом | Победа    |

## История релиза
| Регион  | Дата            | Лейбл          | Формат |
| ------- | --------------- | -------------- | ------ |
| Украина | 12 октября 2015 | Enjoy! Records | ЦД, CD |